# La Douleur (film, 1925)
Pour les articles homonymes, voir Douleur (homonymie).
Pour plus de détails, voir Fiche technique et Distribution.
La Douleur est un film français réalisé par Gaston Roudès, sorti en 1925.

## Fiche technique
- Réalisation : Gaston Roudès
- Scénario : d'après un roman de E.M. Laumann
- Production : Grandes Productions Cinématographiques
- Photographie : André Dantan, André-Wladimir Reybas
- Durée : ?
- Date de sortie : 14 septembre 1925

## Distribution
- Constant Rémy : Michel Damien
- France Dhélia : Mathilde Damien
- Lucien Dalsace : Jean Largeac
- Mévisto : Martial Legrand
- Claude Ryce : Mme de Vallorbe
- Yvonne Amaury : Maud de Vallorbe
- Albert Combes : le docteur